# 红土乡 (奉节县)
红土乡，是中华人民共和国重庆市奉节县下辖的一个乡镇级行政单位。

## 行政区划
红土乡下辖以下地区：
下广社区、太阳村、九台村、大垭村、红土村、白鹤村、老屋村、野茶村、三星村、峰岳村和降龙村。